# هيروشي نينومييا
هيروشي نينومييا (باليابانية: 二宮 浩) (مواليد 11 أبريل 1969)، هو لاعب كرة قدم ياباني سابق كان يلعب كمهاجم.

## وصلات خارجية
- هيروشي نينومييا على موقع رابطة كرة القدم اليابانية للمحترفين (اليابانية)
- هيروشي نينومييا على موقع عالم كرة القدم.نت (الإنجليزية)